# Olocausto nei Paesi Bassi

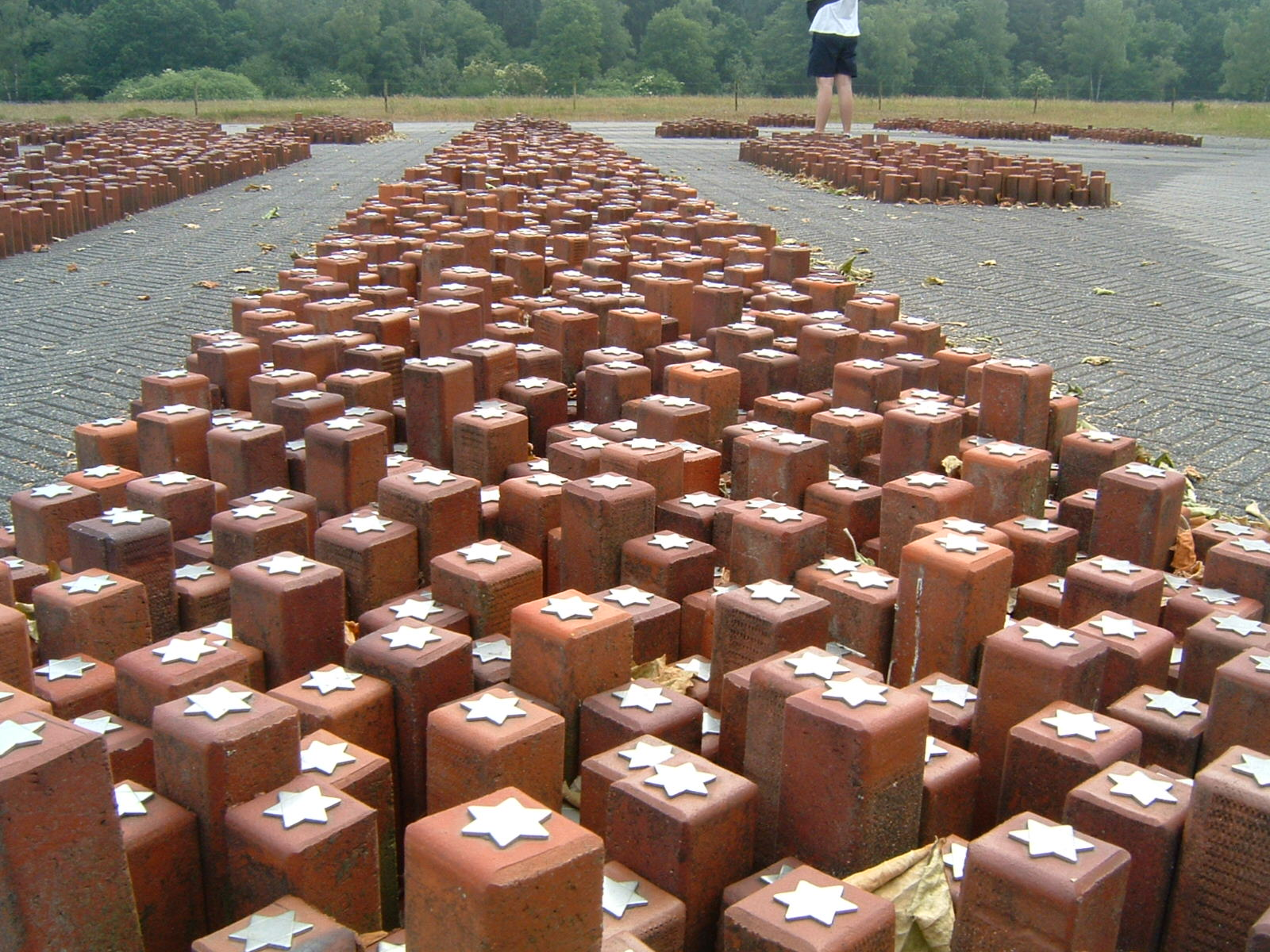
Monumento a Westerbork: ogni pietra rappresenta una persona rimasta a Westerbork e poi uccisa in un campo nazista.

L'Olocausto nei Paesi Bassi si verificò durante l'occupazione nazista nel periodo 1940-1945, dove fu assassinato circa il 75% della popolazione ebrea olandese. Il censimento del 1947 riportò la presenza di 14.346 ebrei, ovvero il 10% della popolazione prebellica. Su questa diminuzione pesa anche la massiccia emigrazione degli ebrei nell'allora Mandato britannico della Palestina, l'attuale Israele.

## Contesto storico
Nel 1939, circa 140.000 ebrei olandesi vivevano nei Paesi Bassi, di cui un numero tra 24.000 e 25.000 corrispondeva ai rifugiati ebrei tedeschi fuggiti dalla Germania negli anni '30 (altre fonti affermano che circa 34.000 rifugiati ebrei entrarono nei Paesi Bassi tra il 1933 e il 1940, principalmente da Germania e Austria).
Nel 1941, la stima nazista fu di circa 154.000 ebrei olandesi. Nel censimento nazista, circa 121.000 persone dichiararono di essere membri della comunità ashkenazita israelita-olandese mentre altre 4.300 dichiararono di essere membri della comunità sefardita portoghese-israelita. Circa 19.000 persone riferirono di avere due nonni ebrei (si ritiene generalmente che una parte di questo numero avesse tre nonni ebrei, ma rifiutò di dichiarare quel numero per paura di essere classificati come ebrei piuttosto che mezzi ebrei dalle autorità naziste); circa 6.000 persone riferirono di avere un nonno ebreo. Altre 2.500 persone, considerate come ebrei nel censimento, furono membri di una chiesa cristiana, per lo più riformata olandese, calvinista o cattolica romana.
Nel 1941, la maggior parte degli ebrei olandesi viveva ad Amsterdam. Il censimento del 1941 indica la diffusione geografica degli ebrei olandesi all'inizio della seconda guerra mondiale:
- Groninga – 4.682;
- Frisia – 851
- Drenthe – 2.498;
- Overijssel – 4.345;
- Gheldria – 6.663;
- Utrecht – 4.147;
- Olanda Settentrionale – 87.026 (di cui 79.410 ad Amsterdam);
- Olanda Meridionale – 25.617;
- Zelanda – 174;
- Brabante Settentrionale – 2.320;
- Limburgo – 1.394;
- Totale – 139.717.

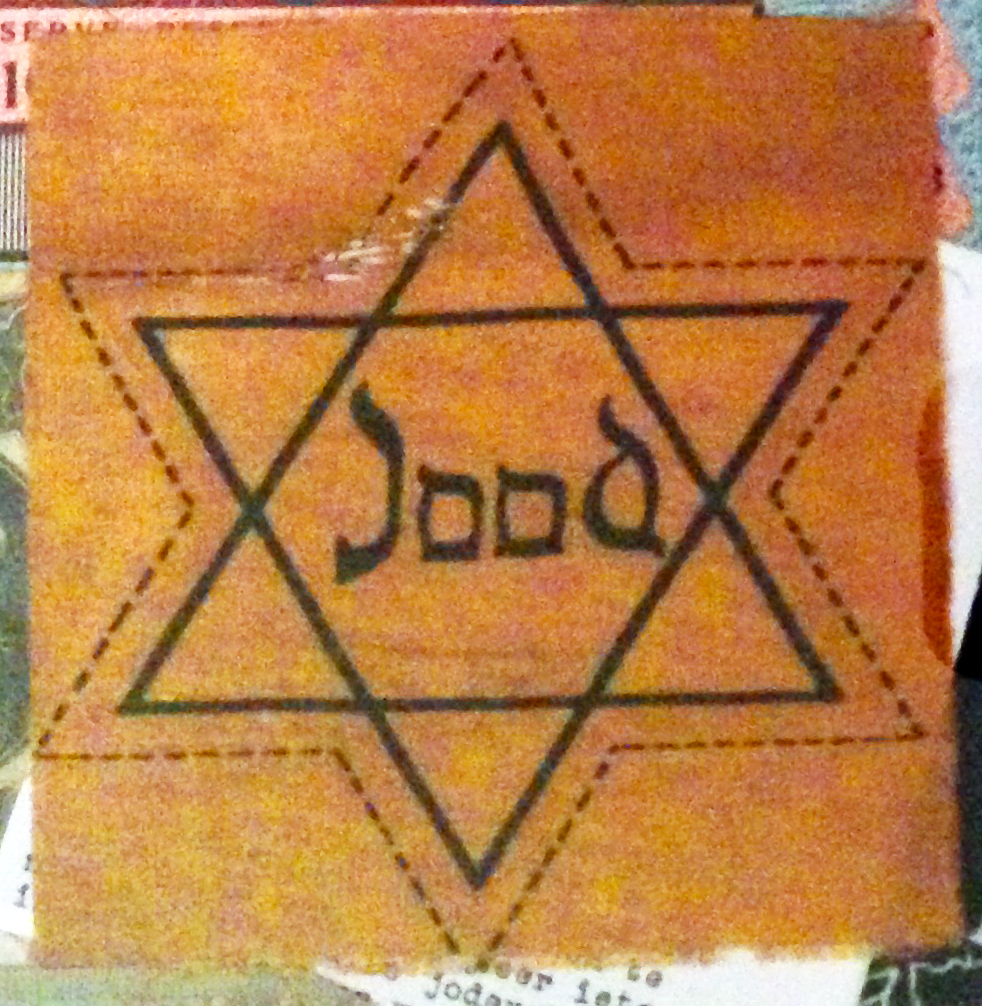
La stella gialla di David che gli ebrei olandesi erano costretti a indossare

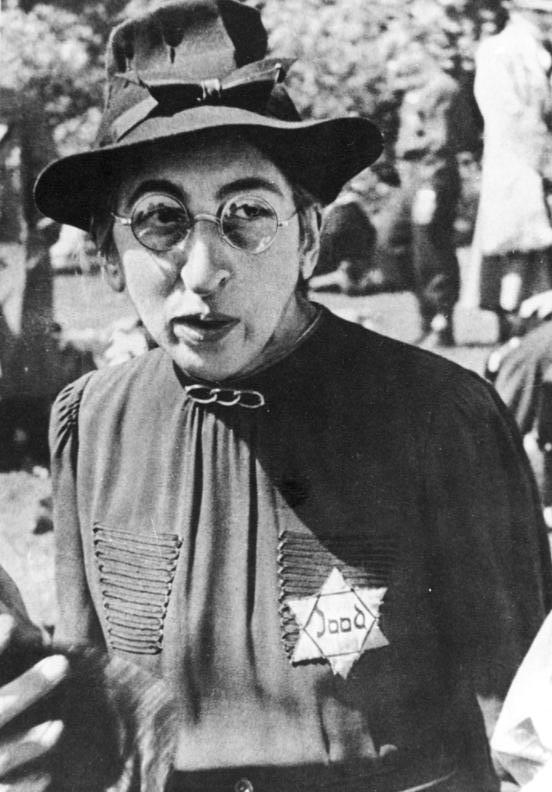
Donna ebrea che indossa una stella di David durante la retata del 20 giugno 1943

Nel 1945 rimasero in vita solo circa 35.000 ebrei dei Paesi Bassi. Il numero esatto di "ebrei a pieno titolo" sopravvissuti all'Olocausto è stimato in 34.379 (di cui 8.500 facevano parte dei matrimoni misti, l'unico modo per sfuggire alla deportazione e al possibile omicidio nei campi di concentramento nazisti). Il numero dei "mezzi ebrei" sopravvissuti nei Paesi Bassi alla fine della seconda guerra mondiale nel 1945 è stato stimato in 14.545 persone; il numero di "ebrei per un quarto" in 5.990 persone.
Complessivamente, circa il 75% della popolazione ebrea olandese fu assassinata durante l'Olocausto, una percentuale insolitamente alta rispetto agli altri paesi occupati dell'Europa occidentale.

## Persecuzione

### Fattori influenzanti
Tra i fattori che hanno influenzato il maggior numero di vittime c'è da considerare il fatto che l'apparato governativo rimase relativamente intatto dopo la fuga a Londra della famiglia reale e del governo, così facendo i Paesi Bassi di fatto non furono sotto un reale regime militare.
Tra gli altri fattori degni di nota va ricordato che: 
- era il paese più densamente abitato dell'Europa occidentale, caratteristica che rese ancora più difficile nascondersi dato il numero relativamente elevato di ebrei presenti;
- la maggior parte degli ebrei di Amsterdam erano poveri, il che limitò le loro opzioni per la fuga o per trovare dove nascondersi;
- i Paesi Bassi geograficamente non hanno molti spazi o boschi in cui le persone potessero fuggire;

- l'amministrazione civile aveva stilato dei registri dettagliati che indicavano il numero degli ebrei e dove vivessero.

Tutti i cittadini olandesi furono obbligati a "registrarsi". La cittadinanza dei Paesi Bassi non fu a conoscenza del sistema dei "campi di sterminio" per la maggior parte del periodo di occupazione: quando gli olandesi riconobbero la persecuzione tedesca degli ebrei nei Paesi Bassi, condussero il primo atto di disobbedienza civile di massa nell'Europa occupata dai nazisti durante la seconda guerra mondiale, atto noto come lo sciopero di febbraio (Februaristaking) allo scopo di dimostrare il sostegno ai cittadini ebrei.
Un altro fattore da considerare è che i tedeschi si avvalsero delle organizzazioni amministrative e della polizia olandese:

### Legislazione antisemita

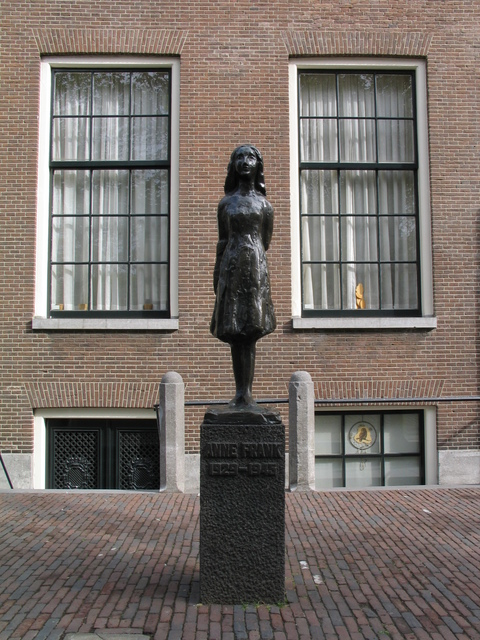
Questa statua ad Amsterdam commemora Anna Frank, ragazza ebrea che si nascose con la famiglia durante la seconda guerra mondiale; furono scoperti e deportati. Suo padre è sopravvissuto e in seguito ha pubblicato il suo diario.

Durante il primo anno di occupazione, gli ebrei, che in precedenza erano già stati registrati secondo la loro fede presso le autorità (alla pari di protestanti, cattolici e altre confessioni), dovettero apporre una grande "J" sui loro documenti di identità. Ogni residente olandese doveva dichiarare se avesse o meno ascendenze "ebraiche".
I tedeschi bandirono gli ebrei da specifiche posizioni lavorative e li isolarono dalla vita pubblica. A partire dal gennaio 1942, alcuni ebrei olandesi furono costretti a trasferirsi ad Amsterdam; altri furono deportati direttamente a Westerbork, un campo di transito e di concentramento vicino al piccolo villaggio di Hooghalen. Westerbork fu fondata nel 1939 dal governo olandese come campo principale per i rifugiati, per dare rifugio agli ebrei in fuga dalla persecuzione nazista in seguito alla Notte dei cristalli. Dopo l'occupazione, divenne un campo di transito per gli ebrei deportati nei campi di concentramento nazisti nell'Europa centrale e orientale, e successivamente nei campi di sterminio. Quasi tutti i prigionieri che lasciarono Westerbork furono assassinati prima della fine della guerra.
Anche gli ebrei non olandesi furono portati a Westerbork e più di 15.000 ebrei furono mandati nei campi di lavoro. Le deportazioni degli ebrei dai Paesi Bassi verso la Polonia occupata e la Germania iniziarono il 15 giugno 1942 e terminarono il 13 settembre 1944: complessivamente circa 101.000 ebrei furono deportati in 98 trasporti da Westerbork ad Auschwitz (57.800 su 65 trasporti), Sobibor (34.313 su 19 trasporti), Bergen-Belsen (3.724 su 8 trasporti) e Theresienstadt (4.466 su 6 trasporti), dove la maggior parte di loro fu assassinata. Altri 6.000 ebrei furono deportati da altre località (come Vught) nei campi di concentramento in Germania, Polonia e Austria (come Mauthausen). Solo 5.200 persone furono sopravvissute. La resistenza olandese riuscì a nascondere un numero stimato di ebrei di circa 25.000-30.000 persone; alla fine, solo 16.500 ebrei riuscirono a sopravvivere alla guerra nascondendosi. Da 7.000 a 8.000 persone furono i sopravvissuti fuggiti in Spagna, Regno Unito e Svizzera, o aggirando le regole sposandosi con non ebrei.
D'altro canto, vi fu una importante collaborazione con i nazisti in parte della popolazione olandese, e in parte della stessa amministrazione cittadina di Amsterdam: sia la polizia municipale olandese che i lavoratori delle ferrovie olandesi contribuirono a radunare e deportare gli ebrei.
Una delle vittime più note è Anna Frank: morì di tifo insieme alla sorella Margot Frank nel marzo 1945 nel campo di concentramento di Bergen-Belsen. La malattia si diffuse nei campi a causa delle condizioni di vita precarie e non igieniche deliberatamente volute dai nazisti. La madre di Anna Frank, Edith Frank-Holländer, fu assassinata ad Auschwitz mentre suo padre, Otto Frank, sopravvisse alla guerra. Tra le famose vittime olandesi dell'Olocausto si ricordano:
- Etty Hillesum, i cui scritti furono successivamente pubblicati;[10]
- Abraham Icek Tuschinski, uomo d'affari olandese;
- Edith Stein, si convertì al cristianesimo, è nota come Santa Teresa Benedetta della Croce;

Maurice Frankenhuis, uomo d'affari e filantropo olandese, costruì una raccolta di documenti, diari e altri reperti raccolti nell'arco di cinque decenni, tutti inerenti al periodo dalla prima alla seconda guerra mondiale, incluso il nascondiglio e l'incarcerazione a Westerbork e Theresienstadt. La sua ricerca ha rivelato che lui, insieme a sua moglie e alle due figlie, potesse essere stata l'unica famiglia olandese nativa a sopravvivere all'Olocausto.
A differenza di molti altri paesi in cui tutti gli aspetti delle comunità e della cultura ebraiche furono sradicati durante la Shoah, una percentuale straordinariamente ampia di documenti rabbinici sopravvisse ad Amsterdam, rendendo la storia dell'ebraismo olandese insolitamente ben documentata.

## La soluzione finale

### Occupazione
L'invasione del maggio 1940 pose fine alla neutralità dei Paesi Bassi nella seconda guerra mondiale. Nei due anni successivi, i nazisti collaborarono con la burocrazia olandese per ottenere il controllo del sistema amministrativo, infatti, piuttosto che lasciare il governo olandese indipendente o istituire una qualche forma di occupazione militare, il piano dei nazisti per i Paesi Bassi prevedeva la presenza di un'occupazione di tipo civile.
A capo dell'amministrazione furono nominati tutti nazisti tedeschi con una forte storia ideologica. Il rappresentante di Hitler, il nazista austriaco Arthur Seyss-Inquart, prese rapidamente il comando del sistema amministrativo olandese in qualità di Reichskommissar per i territori olandesi occupati. Hanns Albin Rauter fu nominato SS- und Polizeiführer, sotto il comando diretto di Heinrich Himmler. Una delle prime iniziative di Rauter riguardò il consolidamento della polizia olandese sotto il Ministero di Giustizia controllato dai nazisti. Rauter fece in modo che le SS e la polizia potessero sfruttare la piena autorità sull'intera popolazione ebraica dei Paesi Bassi occupati: in questo modo le SS e la polizia ebbero la possibilità di perseguitare gli ebrei e attuare i piani per la soluzione finale.  Rauter ebbe a sua disposizione non solo la polizia olandese, ma anche 4.700 poliziotti tedeschi.  Dopo che i nazisti presero il controllo del governo olandese, furono registrati 128 casi di suicidio da parte degli ebrei.

### Registrazione
Nel novembre 1941, i tedeschi costrinsero tutti i funzionari e i dipendenti pubblici ebrei a registrarsi presso le autorità olandesi. Successivamente, oltre 2.500 ebrei persero le loro posizioni lavorative negli uffici pubblici. Solo la rimozione forzata degli ebrei olandesi dall'istruzione secondaria e superiore suscitò una risposta da parte della popolazione. Il 10 gennaio 1941, Seyss-Inquart impose la registrazione dei cittadini ebrei:  furono inclusi tutti i cittadini con almeno un nonno ebreo, una volta identificati dovevano contrassegnare le loro carte d'identità con una "J" nera.
Portate sempre con sé, queste carte d'identità erano lo strumento utile per distinguere chi fosse ebreo. Inoltre, queste carte d'identità erano quasi impossibili da falsificare. I documenti di nascita, morte e matrimonio degli ebrei nei Paesi Bassi erano differenziati in base alla cittadinanza. Nel 1942, gli ebrei furono costretti a indossare la stella gialla sui loro vestiti.
La geografia dei Paesi Bassi rendeva impossibile la fuga degli ebrei: il paese è praticamente una sola pianura. Durante l'occupazione, si stima che si nascondessero 25.000 ebrei nei Paesi Bassi: di questi, un terzo fu catturato e poi deportato. Di coloro che sopravvissero, 4.000 furono bambini:  alcuni furono traditi da amici o estranei che accettarono di nasconderli con false pretese mentre altri furono catturati dalla polizia.

### Confisca dei beni
Prima di essere deportati e assassinati, gli ebrei olandesi furono sistematicamente derubati di tutti i loro beni materiali o meno, comprese le attività commerciali, gli immobili, i beni finanziari, le opere d'arte e i beni familiari. Gerard Aalders, un ricercatore olandese presso l'Istituto statale per la documentazione bellica dei Paesi Bassi, stimò che la comunità ebraica olandese fu "la più colpita dalla voracità tedesca". Tra le organizzazioni meglio note dedite al saccheggio ci furono la Dienststelle Muhlmann, guidata da Kajetan Mühlmann sotto il comando di Seyss-Inquart, e la banca LIRO, una banca ebraica della Lippmann & Rosenthal & Co. che fu rilevata dai nazisti per mascherare il furto come fosse una transazione legale.

### Deportazioni

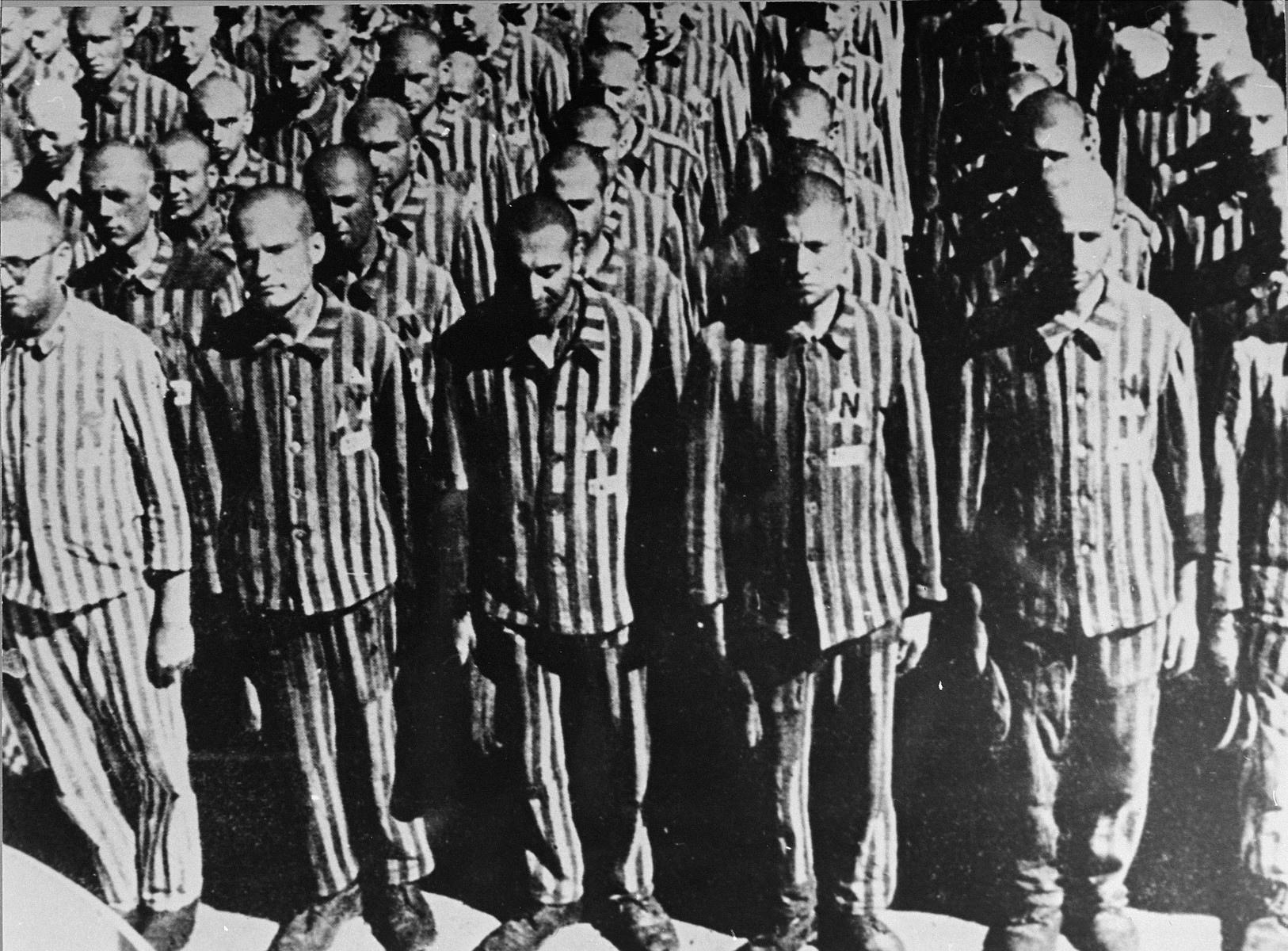
Ebrei olandesi a Mauthausen, 26 giugno 1941

Quando Seyss-Inquart e Rauter ottennero il controllo sull'amministrazione olandese, erano presenti 140.000 ebrei nel paese: nella sola Amsterdam né vivevano fino a 80.000, a prescindere dalla residenza effettiva.
Seyss-Inquart dichiarò:"Gli ebrei per noi non sono olandesi. Sono quei nemici con i quali non possiamo arrivare né all'armistizio né alla pace".
Rauter inviò delle lettere a Himmler informandolo che "in tutta l'Olanda si stanno preparando per la partenza circa 120.000 ebrei". Queste "partenze" di cui parlava Rauter in realtà furono le deportazioni degli ebrei olandesi verso i campi di concentramento e di sterminio.

### Le deportazioni dal 1940 al 1945
Dal 1941 al 1942, 1.700 ebrei furono inviati a Mauthausen e altri 100 ebrei furono deportati a Buchenwald, Dachau, Neuengamme e poi Auschwitz. Oltre 2.000 ebrei furono portati ad Auschwitz dalla Francia e dal Belgio, furono quasi tutti assassinati.
- dal 15 luglio 1942 al 23 febbraio 1943 circa 42.915 ebrei furono deportati da Westerbork ad Auschwitz, solo 85 sono sopravvissuti;
- dal 20 agosto all'8 dicembre 1942, 3.540 ebrei furono portati in diversi campi di lavoro forzato, di questi, ci furono 181 sopravvissuti.
- 34.313 ebrei furono deportati a Sobibor dal 2 marzo al 20 luglio 1943 e tutti tranne 19 furono assassinati;
- dal 24 agosto 1943 al 3 settembre 1944, 11.985 ebrei furono deportati da Westerbork ad Auschwitz, sopravvissero in 588;
- dal 15 novembre 1943 al 3 giugno 1944, 1.645 ebrei furono inviati da Vught ad Auschwitz, ci furono 198 sopravvissuti;
- dal 1943 al 1944, 4.870 ebrei furono inviati da Amsterdam e Westerbork a Theresienstadt, dei quasi 5.000 ebrei inviati a Theresienstadt, 1.950 sono sopravvissuti;
- nell'ottobre 1943, 150 ebrei furono inviati da Westerbork a Buchenwald e Ravensbrück;
- nel 1944, 3.751 ebrei furono deportati da Westerbork a Bergen-Belsen. Questo trasporto ha avuto il maggiore tasso di sopravvivenza, con 2.050 ebrei sopravvissuti.[28]

107.000 ebrei furono deportati dai Paesi Bassi e dalle prigioni tedesche nei campi di concentramento, quindi ad Auschwitz. Di questi, solo 5.200 sono sopravvissuti. In totale furono 102.000 gli ebrei assassinati dai nazisti, cioè tre quarti della popolazione ebraica prebellica nel paese, alcuni furono olandesi nativi mentre altri furono rifugiati che tentarono di chiedere asilo nei Paesi Bassi.